# Synagoga w Trzcielu
Synagoga w Trzcielu – synagoga znajdująca się w Trzcielu przy ulicy Adama Mickiewicza 3, niedaleko rynku.
Synagoga została zbudowana w latach 20. XX wieku. Podczas nocy kryształowej z 9 na 10 listopada 1938 roku, bojówki hitlerowskie zdewastowały synagogę. Po zakończeniu II wojny światowej została przebudowana na potrzeby remizy Ochotniczej Straży Pożarnej.
Murowany budynek synagogi wzniesiono na planie prostokąta. W północnej części znajdowała się główna sala modlitewna ze stropem wspartym na dwóch słupach, a w południowej części znajdował się przedsionek, nad którym na piętrze mieścił się babiniec.

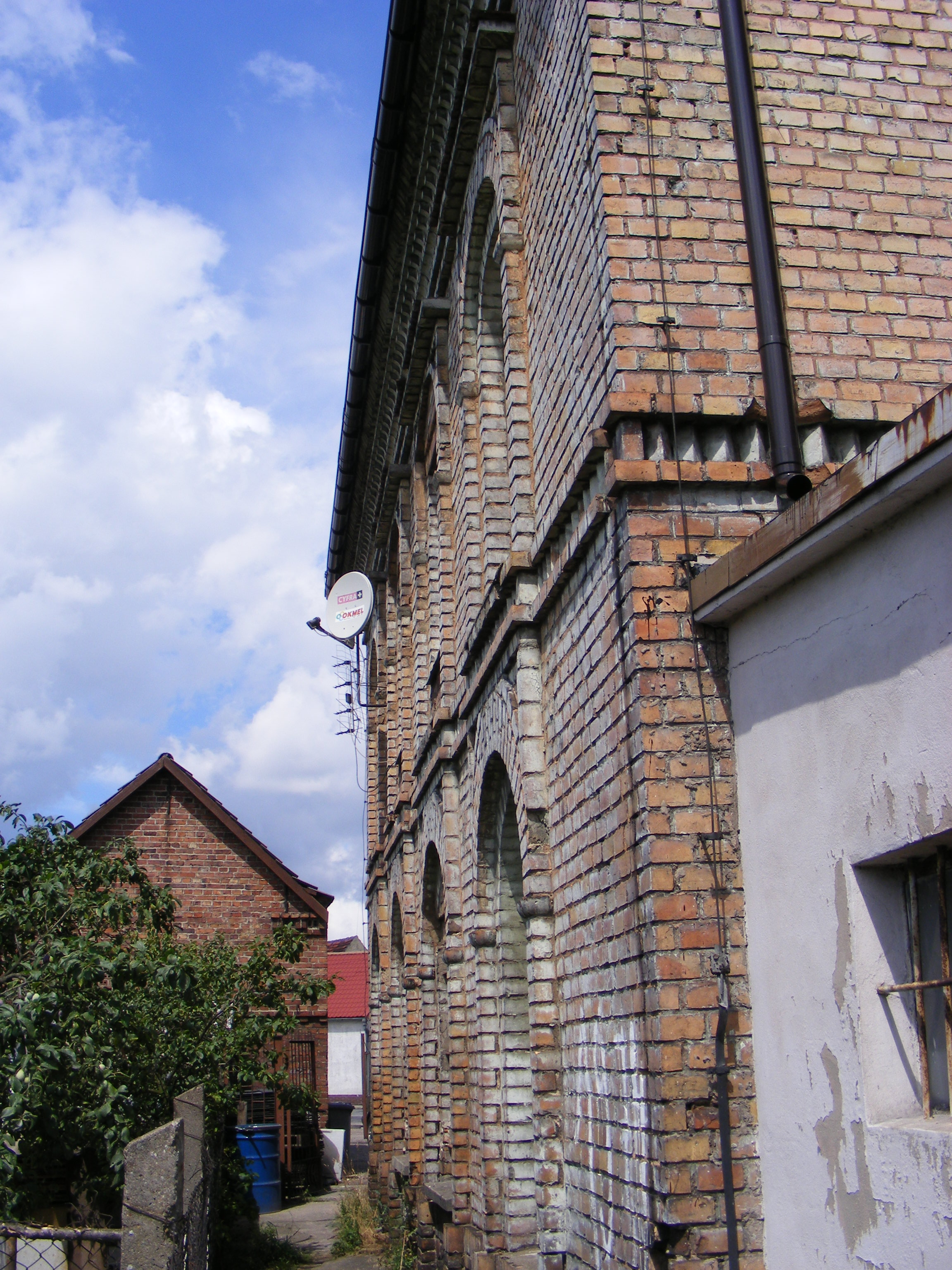
Elewacja boczna

Budynek pierwotnie był w całości nieotynkowany – obecnie fasada jest zupełnie przebudowana i otynkowana, natomiast pozostałe elewacje częściowo zachowały swój pierwotny wystrój. Półokragle zakończone okna zostały częściowo zamurowane, a w części wstawiono prostokątne okna, zamurowując przy tym łuk otworu.